# Rezerwat przyrody Gałęźna Góra
Rezerwat przyrody „Gałęźna Góra” – rezerwat leśny w gminie Wejherowo w województwie pomorskim, który chroni, oprócz dobrze zachowanych zbiorowisk leśnych, również pozostałości wczesnośredniowiecznego grodziska i cmentarzyska kurhanowe Zamkowej Góry. Utworzony w 1990 roku w granicach Trójmiejskiego Parku Krajobrazowego, na podstawie Zarządzenia Ministra Ochrony Środowiska, Zasobów Naturalnych i Leśnictwa z 25 czerwca 1990 ogłoszonego w Monitorze Polskim Nr 31, poz. 248. Położony około 2,5 km na południe od centrum Wejherowa, zajmuje powierzchnię 34,09 ha (akt powołujący podawał 34,06 ha).
Teren rezerwatu jest zarządzany przez Nadleśnictwo Gdańsk, nadzór sprawuje Regionalny Dyrektor Ochrony Środowiska w Gdańsku. Według obowiązującego planu ochrony ustanowionego w 2012 roku (zmienionego w 2016), obszar rezerwatu objęty jest ochroną czynną.
Las rosnący w jego obrębie to głównie kwaśna i żyzna buczyna niżowa (Luzulo pilosae-Fagetum i melico-Fagetum) oraz lasy łęgowe z przewagą łęgu jesionowego. Spośród występujących tu 250 gatunków roślin naczyniowych, 9 podlega ochronie częściowej: centuria pospolita, gnieźnik leśny, listera jajowata, podkolan zielonawy, podrzeń żebrowiec, storczyk plamisty, wawrzynek wilczełyko, widłak jałowcowaty i wroniec widlasty. Występuje tu także m.in. jaskier kaszubski, który znajduje się na liście zagrożonych gatunków Pomorza Zachodniego i Wielkopolski.
Rezerwat, wraz z sąsiednimi „Lewicami” leży na terenie specjalnego obszaru ochrony siedlisk Natury 2000 „Biała” PLH220016.
Na terenie rezerwatu udostępniono szlak dla ruchu pieszego o długości około 1,7 km.